# Batukuda
Batukuda is een bestuurslaag in het regentschap Serang van de provincie Banten, Indonesië. Batukuda telt 5777 inwoners (volkstelling 2010).